# تشياكي تاكاهاشي
تشياكي تاكاهاشي (たかはし智秋 تاكاهاشي تشياكي) هي مؤدية أصوات يابانية ولدت في 8 مايو 1977 في يوكوهاما.

## أدوارها في الأنمي

### مسلسلات أنمي تلفزيونية
- آيدولماستر - أزوسا ميورا
- بليزبلو ألتر ميموري - لايتشي فاي لينغ
- School Days - نانامي كانروجي
- موياشيمون - أيا هيروؤكا
- موياشيمون ريترنز - أيا هيروؤكا
- بليتش - هاينيكو
- نشأة الآليين - سميرة
- معرض الفن المزيف - كاسومي
- فل ميتال بانيك! - شيوري كودو، آي تانابي
- روك لي وأصدقائه النينجا - زنزن
- كيل لا كيل - أوميكو هاكوداتي
- تيرافورمارز - كاناكو سانجو
- تيرافورمارز ريفنج - كاناكو سانجو
- هاناياماتا - والدة هانا إن فاونتنستاند
- ستار أوشن EX - سفير
- هايبرديمنشن نيبتونيا ذي أنيميشن - أرفوار
- ياترمان الليلي - أودا-ساما
- جاندام: ريكونجيستا G - ماشنر هيوم
- أسوماتسو-سان - إيايو
- شينوبي نوبوناغا - كيتشو
- شينوبي نوبوناغا: إيسي وكانيغاساكي - كيتشو
- شينوبي نوبوناغا: أنيغاوا وإيشياما - كيتشو
- سيلور مون كريستال Season III - يوديال

### أفلام أنمي
- آيدولماستر موفي: إلى الجانب البرّاق - أزوسا ميورا
- سلسلة أفلام بوكيمون
  - فيلم بوكيمون بلاك: فيكتيني و ريشيرام - دامون (أيام الطفولة)
  - فيلم بوكيمون وايت: فيكتيني وزيكروم - دامون (أيام الطفولة)

## أدوارها في ألعاب الفيديو
- آيدولماستر - أزوسا ميورا
- آيدولماستر 2 - أزوسا ميورا
- آيدولماستر سندريلا جيرلز - أزوسا ميورا
- آيدولماستر ميليون لايف! - أزوسا ميورا
- آيدولماستر ون فور أول - أزوسا ميورا
- بريفلي ديفولت - هولي وايت
- بريفلي سكند - هولي وايت
- هايبرديمنشن نيبتونيا - أرفوار
- هايبرديمنشن نيبتونيا مارك تو - أرفوار
- هايبرديمنشن نيبتونيا فيكتوري - أرفوار
- سكول أوف راغناروك - لوسي
- عشيقة (مؤقتة) - ميتسكو كايتو
- طوكيو زانادو - كيوكا يوكيمورا
- سلسلة ألعاب بليزبلو
  - بليزبلو كالاميتي تريغر - لايتشي فاي لينغ
  - بليزبلو كونتينيوم شيفت - لايتشي فاي لينغ
  - بليزبلو كرونو فانتازما - لايتشي فاي لينغ

## أدوارها في الدبلجة اليابانية
- فتاة النميمة - فتاة النميمة

## وصلات خارجية
- تشياكي تاكاهاشي على موقع IMDb (الإنجليزية)
- تشياكي تاكاهاشي على موقع ميوزك برينز (الإنجليزية)
- تشياكي تاكاهاشي على موقع أول ميوزيك (الإنجليزية)
- تشياكي تاكاهاشي على موقع ديسكوغز (الإنجليزية)
- تشياكي تاكاهاشي على موقع قاعدة بيانات الفيلم (الإنجليزية)
- تشياكي تاكاهاشي على موقع ANN person (الإنجليزية)